# Molí del Mas d'en Molinet
El Molí del Mas d'en Molinet és una obra de Riudecols (Baix Camp) inclosa a l'Inventari del Patrimoni Arquitectònic de Catalunya.

## Descripció
Molí fariner que forma part del conjunt d'estructures d'una masada que precisament s'anomena "Lo Molinet".
Tot i que no es conserva la coberta ni la distribució interior original, els murs bastits amb pedra escairada i maons resten en peu.